# Libéria vasúti közlekedése
Libéria vasúthálózata 429 km hosszú, melyből normál nyomtávolságú 345 km, 1067 mm-es nyomtávolságú pedig 84 km. A vonalak nem villamosítottak, az ország belsejében található bányákat kötik össze a tengerparti kikötőkkel. A legfontosabb szállítmány a vasérc.
Az ország vasúthálózata három vonalból áll. Kettő vonal Monrovia kikötőbe vezet, ezek más-más nyomtávolságúak. A harmadik vasútvonal 1435 mm nyomtávolságú és Buchananba vezet.

## Vasúti kapcsolata más országokkal
Jelenleg nincs kapcsolata más országok vasútjával
- Guinea - nincs
- Sierra Leone - nincs
- Elefántcsontpart - nincs